# Liste der Glocken des Mainzer Doms
Die folgende Liste gibt Auskunft über den historisch nachweisbaren Glockenbestand des Mainzer Doms.

## Historischer Glockenbestand
| Name                                     | Gussjahr  | Verlustjahr | Gießer Gussort            | Masse (kg)  | Schlagton | Beschreibung, Inschriften Die Inschriften waren in lateinischer Sprache abgefasst. |
| Westturm                                 |           |             |                           |             |           | |
| Hosanna                                  | 1298      | 1767        | Albrecht / Albraht, Mainz | 4.300       | um a0     | Die Hosannaglocke ist die älteste bekannte Mainzer Glocke. Vor dem Guss der Marienglocke war sie die größte Glocke des Doms. Inschrift: „Hosanna heiß ich[…] alle Mainzer Glocken übertön ich[…] Ich vertreibe, wenn ich läute, Blitz, Regen und Hagelschlag[…] Albrech machte mich.“ |
| Marienglocke                             | 1490      | 1767        | Jörg von Speyer, Mainz    | 9.300       | um f0     | Größte Glocke des alten Geläuts. Inschrift: „Maria werde ich genannt, mein Glockenton ist absichtlich so gewählt, dass wir zusammen mit der erhabenen Hosanna eine Terz dem Allerhöchsten singen.“                                                                                    |
| Silberglocke, Salveglocke                | 1490      | 1767        | Jörg von Speyer, Mainz    | ca. 2.500   | um c1     | Inschrift: „Im Jahr des Herrn 1490 bin ich zur Ehre der Jungfrau Maria gegossen worden – zur Probe des Zusammenklingens.“ |
| „Bemberle“                               | 1618      | 1767        | Jörg von Speyer, Mainz    |             |           | Die Glocke wurde beschafft um zum Morgengebet (Prim) zu läuten. Inschrift: „Morgens dränge ich durch mein Läuten, Gott das erste Lob zu sagen.“ |
| Hugoglocke                               | 1774      | 1793        | Martin Roth, Mainz        | 5.423       | g0        | Die Glocke trug ein Relief der Dreifaltigkeit, sie wurde vom Dompropst Hugo von Eltz gestiftet. |
| Bonifatiusglocke                         | 1774      | 1793/1809   | Martin Roth, Mainz        | 2.708       | h0        | Die Glocke trug ein Relief des Martin von Tours. |
| Martinusglocke                           | 1774      | 1793        | Martin Roth, Mainz        | 1.595       | d1        | Die Glocke trug ein Relief der Maria. |
| Josephsglocke                            | 1774      | 1793        | Martin Roth, Mainz        | 647         | g1        | Die Glocke trug ein Relief Allerheiligen. |
| Ostturm                                  |           |             |                           |             |           | |
| Brezelglocke                             | 1407      | 1793        | Hans, Mainz               |             |           | |
| Kreuz- oder Gewitterglocke               | 1491      | 1793        | Nikolaus Queck            |             |           | Inschrift: „Rette uns o Jesus, für uns alle bitte die Jungfrau Maria bei Dir. Erhöre uns, denn Dich ehrt der Sohn, indem er Dir keine Bitte abschlägt.“ |
| Kreuzglocke oder Zwölfuhrglocke          | 1598      | 1793        | Hieronymus Hack, Mainz    |             |           | Die Glocke ist ein Neuguss einer zersprungenen Glocke. Die Inschrift enthielt Namen und Wappen der Spender (Erzbischof und Domstift). |
| Primglocke                               |           | 1793        |                           |             |           | Die Glocke läutete zur Matutin und zur Vesper, der Grund für die Namensgebung ist daher unklar. Inschrift: „Gesegnet sei, der da kommt im Namen des Herrn, Hosanna in der Höhe.“ |
| „Campana vocitata“, die Mittelquart      |           | 1793        |                           |             |           | Ohne Inschrift |
| „Campana vocitata“, die Großquart        |           | 1793        |                           |             |           | 11-Uhr-Glocke, ohne Inschrift |
| „Campanula“, die Klein- oder Ferialquart |           | 1793        |                           | ca. 350–400 |           | |
| „Campanula“, die Sekund                  |           | 1793        |                           |             |           | |
| ohne Bezeichnung                         | 1721/1731 | 1793        | Christoph Roth, Mainz     |             |           | Die Glocke wurde 1721 gegossen und nach einem Sprung 1731 durch Christoph Roth neugeschaffen. |

1. 1 2 3  Vgl. Inschrift Marienglocke.
2. ↑  Gemeint sind die Marienglocke selbst und die Silberglocke.
3. ↑  Masse anhand der Marienglocke geschätzt.

## Heutiges Geläute
| Nr. | Name           | Gussjahr | Gießer, Gussort             | Gewicht (kg) | Nominal (16tel) | Inschrift |
| 1   | Martinus       | 1809     | Josef Zechbauer, Mainz      | 3550         | b0 (−3)         | [Vorderseite] „S. Martino sacra a.D. MDCCCIX ex aere bellico a Napoleone Magno devictis Borussis capto et generose concesso partim confecta Sedem Moguntim. tenete J. Ludovico capitulum vero canonicis seqq. Bern Betz et Jacob Humann vicariis generali“ [Rückseite] „Jubelt Menschen oder zittert, wenn mein Zuruf euch erschüttert; Nur das Erste, das Erhabene künd ich euch, Siegesbotschaft, Friedenskunde, Großer Männer Todesstunde, Und an Tagen des Triumphes von Gottes Reich, weck ich euch mit feierlichem Klange zu des Welterlösers Lobgesange.“ |
| 2   | Maria          | 1809     | Josef Zechbauer, Mainz      | 2000         | c1 (−3)         | „Virgini Matri Sacra / Prospera cuncta ferat semper / nova civibus hora / Jubente Rmo Domino / Josepho Ludovico Episcopo / MDCCCIX / Jede Stunde bring neuen Segen / Der von ot gelibten Stadt, / Milde Wärme, sanften Regen, / Was der Himmel Edles hat.“ |
| 3   | Albertus       | 1960     | F. W. Schilling, Heidelberg | 1994         | d1 (−3)         | „Ad gloriam Dei cano annuntio / St. Albertum me nomino / Ab anno jubilaei XXV Episcopi Moguntini / Alberti / In Officina Schilling in Heidelberg fusoris / Praeclarissimi conflata hinc vocem meam mitto / Super urbem et extra anno Domini MCMLX“ |
| 4   | Willigis       | 1960     | F. W. Schilling, Heidelberg | 1607         | es1 (−3)        | „Ab Anno jubilaei XXV Episcopi Moguntini Alberti / In offiina Schilling in Heidelberg fudoris / Praeclarissimi conflata hinc vocem meam mitto / Super urbem et extra anno Domini MCMLX“ |
| 5   | Joseph         | 1809     | Josef Zechbauer, Mainz      | 1050         | f1 (−3)         | „Afferte Domino filii Dei, / afferte gloriam et honorem nomini ejus, / Bringet Ehre dem Herrn, / o ihr, die ihr seine Kinder seid; / bringet Ruhm und Ehre seinem heiligen Namen / MDCCCIX“ |
| 6   | Bonifatius     | 1809     | Josef Zechbauer, Mainz      | 550          | g1 (−3)         | „146 Ps. Dispersiones Israelis congregabis / Der Herr wird die Zerstreuten Israels wieder sammeln. MDCCCIX“ |
| 7   | Bilhildis      | 1960     | F. W. Schilling, Heidelberg | 548          | b1 (−3)         | „Sancta Bilhildis vidua et abb atissa monerstarii Moguntini, / Ab Anno jubilaei XXV Episcopi Moguntini Alberti / In officina Schilling in Heidelberg fusoris / Praeclarissimi conflata hinc vocem meam mitto / Super urbem et extra anno Domini MCMLX“ |
| 8   | Heiliger Geist | 2002     | Ars Liturgica, Maria Laach  | 274          | d2 (−1)         | |
| 9   | Lioba          | 1960     | F. W. Schilling, Heidelberg | 147          | f2 (−3)         | „Sancta Lioba Abbatissa et virgo / In memoriam jubilaei Alberti Episcopi Moguntini / d. d. d. F. W. Schillig Heidelbergensis / Anno Domini MCMLX“ |